# Seguian-Kiuiol
Seguian-Kiuiol (en rus: Сегян-Кюёль) és un poble de la República de Sakhà, a Rússia, segons el cens del 2021 tenia 242 habitants. Pertany al districte de Sangar.